# Камишуватська
Камишуватська — станиця в Єйському районі Краснодарського краю. Центр Камишуватського сільського поселення.
Населення — 5,1 тис. мешканців (2002).
Станиця розташована на узбережжі Азовського моря, біля початку Камишуватської коси, у степовій зоні, за 38 км на захід від міста Єйськ. Рибальство. Туристичний бізнес.
У народі — Камишуватка.

## Історія
Станиця заснована у 1848 році козаками-переселенцями з Дніпра, на місці існуючого тут козацького рибальського поселення.